# Alexandre Aravine
 (août 2025).
Si vous disposez d'ouvrages ou d'articles de référence ou si vous connaissez des sites web de qualité traitant du thème abordé ici, merci de compléter l'article en donnant les références utiles à sa vérifiabilité et en les liant à la section « Notes et références ».
Alexandre Lvovitch Aravine (en russe : Александр Львович Аравин), né le 29 juin 1958 à Moscou où il est mort le 4 août 2021, est un acteur, scénariste et réalisateur soviétique puis russe. Il réalise surtout des films policiers.

## Biographie
Alexandre Aravine est diplômé de l'université technique Bauman de Moscou en 1980 et se reconvertit après la chute de l'URSS. En 1993, il termine les Cours supérieurs de formation des scénaristes et réalisateurs dans la classe d'Alexandre Kaïdanovski. 
Il est membre de l'Union des cinéastes de la fédération de Russie (en). 
Sa fille, Anastasia Aravina (en), est actrice de théâtre et de cinéma.

## Filmographie
- 1992 : Le Christ de bronze, court métrage
- 1994 : Lettre de la vie passée
- 2001 : Les Fenêtres de Moscou
- 2002 : Tout ce que tu aimes
- 2002 : Taïga. Cours de survie (série télévisée)
- 2003 : La Meilleure ville de la Terre
- 2004 : L'Orchestre rouge (coproduction russe et lettone, à propos de l'Orchestre rouge)
- 2006 : Le Champ mort
- 2006 : Les Soucis du lendemain
- 2007 : Les Baisers des anges déchus
- 2008 : Le Testament de la nuit
- 2008 : Si tel est notre destin
- 2010 : La Dernière Rencontre
- 2011 : L'Équipe huit
- 2013 : Le Remède contre la peur

Il est acteur dans ses films La Meilleure ville de la Terre (2003) et L'Orchestre rouge (2004)